# Ruy Blas
Ruy Blas es un drama romántico de cinco actos de Victor Hugo. Fue la primera obra que presentó la compañía del Théâtre de la Renaissance en la Salle Ventadour, París, el 8 de noviembre de 1838. Junto a la obra teatral Hernani de 1830, representan el inicio del drama romántico dentro del incipiente romanticismo francés.

## Antecedentes
En 1830, Victor Hugo presenta Hernani en el Théâtre Français de París, que por sus elementos góticos y su énfasis en el amor natural, representan la introducción de los dramas dentro del romanticismo que se encontraba en sus inicios. Tal fue su acogida, que es famosa la «batalla de Hernani», en la cual se enfrentaron los clasicistas, partidarios de una jerarquización estricta de los géneros teatrales, y los modernos o románticos, que aspiraban a una revolución del arte dramático. Siguiendo esta sintonía, y ante la falta de escenarios para representar los nuevos dramas, Victor Hugo junto a Alejandro Dumas se deciden por la creación de otra sala de teatro, tras lo cual reciben la autorización para fundar el Théâtre de la Renaissance. La primera función de Ruy Blas da lugar el 8 de noviembre de 1838 en la Salle Ventadour de París, siendo también la primera actuación de la compañía del Théâtre de la Renaissance.

## Trama

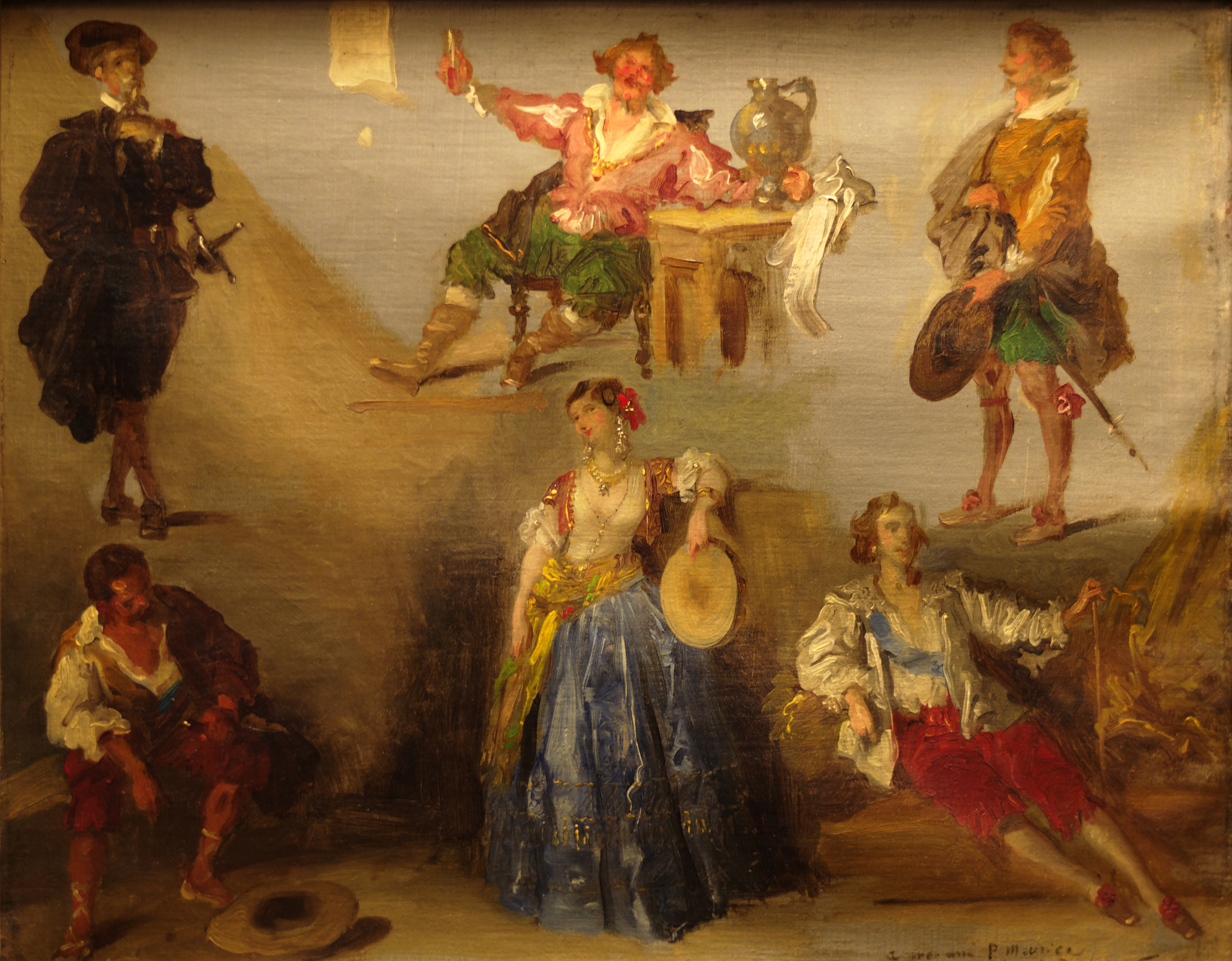
Six personnages de Victor Hugo de Louis Boulanger, Museo de Bellas Artes de Dijon.
Desde arriba a la izquierda en sentido horario: don Ruy Gómez (de Hernani), don César de Bazán, don Salustio de Bazán, Saverny (de Marion de Lorme), Esmeralda (de Nuestra Señora de París) y Hernani (de Hernani).

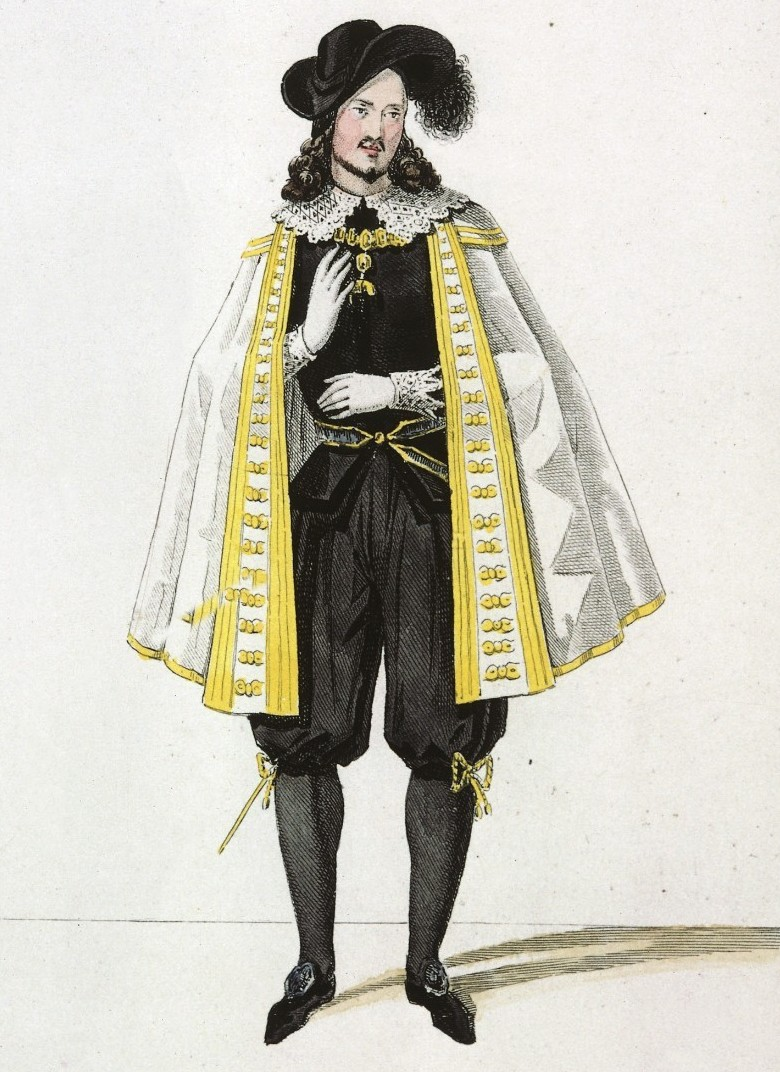
Don Salustio de Bazán, obra de Hautecoeur Martinet.

Ruy Blas es un drama romántico escrito por Victor Hugo, en cinco actos y en versos alejandrinos en el que personajes sometidos a un destino fatal intentan en vano escapar de él. La acción se desarrolla en España a finales del siglo XVII, durante varios meses. El héroe de este drama romántico, Ruy Blas, despliega su inteligencia y su elocuencia, tanto para denunciar y humillar a una oligarquía que monopoliza la propiedad estatal como para mostrarse digno de amar a la reina de España. Pero esta voz del pueblo, enamorada de la justicia, iluminada por el amor, está atrapado entre su destino como sirviente y los planes siniestros de su amo que quiere defenestrar a la reina dando a "su lacayo por amante".

### Acto I: don Salustio
Mientras se dispone a retirarse del palacio, don Salustio de Bazán, deshonrado por la reina por haber seducido y negado a casarse con una de sus damas de honor, quiere venganza. Entonces, se encuentra con su primo don César de Bazán, un noble que vive de forma bohemia y despreocupada, que se relaciona con mujeres de baja alcurnia, y luego de reprenderlo, le pide ayuda para su plan de venganza, a lo que don César, astuto, se niega. Acto seguido, don César se encuentra con Ruy Blas, sirviente de Salustio, que acaba de revelarse como un excompañero de calle y fiel amigo. Este hombre de pueblo, inteligente y soñador, ama a la reina en secreto y sufre por su trágica situación con el rey Carlos II. Don Salustio, escondido detrás de la puerta, acaba de conocer este secreto, y decide utilizarlo en su propio beneficio. Hace desaparecer a su primo, para poder remplazarlo por Ruy Blas, a quien le insta a ser amado por la reina y a ocupar su antigua casa.

### Acto II: la Reina de España
La joven esposa del rey Carlos II está aburrida, lejos de su Alemania natal. Le pesa el formalismo de la corte, la indiferencia de un marido obsesionado con la caza y ya anciano a los treinta. Sin embargo, en un banco del parque, cada día, un extraño coloca un ramo de sus flores favoritas, y un día deja una carta allí. Tiene la emoción de identificar al redactor como "Don César" (Ruy Blas). En otro momento, le llega una carta de su esposo, el rey, que resulta ser un documento ridículo e insignificante. Sin embargo, la caligrafía de la carta y otras coincidencias resultan en que la reina se de cuenta de que Ruy Blas es su admirador secreto. Don Guritán, también enamorado de la reina y preocupado por el naciente idilio, desafía a Ruy Blas a duelo. La reina, para salvar a su joven adorador, envía al viejo pretendiente a llevar un recado a su padre, el Elector de Neoburgo.

### Acto III: Ruy Blas
Mientras varios nobles se pelean por el reparto de los impuestos y las propiedades y otros conspiran contra el reciente favoritismo de Ruy Blas por parte de la reina, este entra en acción y realiza un discurso en defensa del estado y en contra de su saqueo, lo cual finaliza con la dimisión de algunos nobles y, cuando quedan en soledad con la reina, ambos se confiesan su amor y se besan. Pero mientras agradecía a Dios su felicidad, don Salustio vuelve para recordarle su condición y su papel; entonces le cuenta su plan y Ruy Blas entiende que don Salustio ha montado todo este complot para ejercer la más cruel venganza sobre la reina.

### Acto IV: Don César
Ruy Blas se queda solo y, pensando en como liberar a la reina de la trampa de don Salustio, decide enviar un mensaje a don Guritán, pidiéndole perdón y rogándole para que vuelva para proteger a la reina. Cuando se marchaba, aparece un harapiento don César de Bazán a través de la chimenea, siendo perseguido por los aguaciles, tras lo cual se apropia de la ropa de Ruy Blas, con el fin de vengarse de su primo. Entonces llegan dos mensajeros, uno con un misterioso sobre repleto de dinero, que don César acepta, y una doncella que busca la confirmación para el encuentro con la reina, a lo cual también asiente. Acto seguido, entra en escena don Guritán, furioso por haber sido enviado lejos y, tras descubrir el engaño, se bate a duelo con el verdadero don César, duelo que gana este último. Posteriormente, la llegada de don Salustio, preocupado por la trama de su venganza, se salda con el encuentro con su primo, quien procede a llamar a unos aguaciles. Sin embargo, rápidamente reacciona don Salustio, al acusarlo de ser un ladrón y de haber asesinado a don Guritán, por lo cual su primo es arrestado.

### Acto V: el tigre y el león
La reina acude a su desacertado encuentro con Ruy Blas y este, al descubrir que había caído en la trampa de don Salustio, intenta hacerla marcharse de ahí. Sin embargo, aparece don Salustio, que extorsiona a la reina para que abandone el trono de España, a lo cual Ruy Blas, cegado por su amor y devoción, mata a don Salustio y, acto seguido, se suicida, tras haber obtenido el amor y el perdón de la reina.

## Personajes
- Ruy Blas: sirviente de don Salustio, que toma el nombre de don César.
- Don Salustio de Bazán: de carácter oscuro, sin escrúpulos y muy apegado a su honor, busca vengarse de la reina.
- Don César de Bazán: primo de don Salustio y la perfecta antítesis de este último: un antiguo noble que perdió su dinero y vive con sencillez y sin preocuparse.
- Don Guritán: conde de Oñate, un anciano enamorado de la reina.
- Doña María de Neoburgo, Reina de España.
- Conde de Camporeal.
- Marqués de Santa Cruz: Álvaro de Bazán y Benavides.
- Marqués del Basto.
- Conde de Alba.
- Marqués de Priego.
- Don Manuel Arias.
- Montazgo.
- Don Antonio Ubilla.
- Gudiel.
- Duquesa de Alburquerque.
- Casilda.
- Un lacayo, un alcalde, un ujier, alguaciles, dueñas, pajes, damas, señores, consejeros privados y guardias.

## Inspiración
Hugo comenzó a escribir la obra el 4 de julio de 1838. La obra tiene, excepto por el desenlace, una semejanza constante y desconcertante con The Lady of Lyons de Edward Bulwer-Lytton, que fue representado por primera vez el 14 de febrero de 1838. La idea de un sirviente usado por un amante despreciado para cortejar a una buena dama se había convertido en un relato dramático en las burlas de Las preciosas ridículas de Molière. Hugo ciertamente utilizó La Reine d'Espagne de Henri de Latouche (1831) como inspiración. En su muy inexacta autobiografía, Victor Hugo raconté par un témoin de sa vie, Hugo señala como fuentes de la obra Memoirs de la cour d'Espagne, Relation du voyage d'Espagne de Madame d'Aulnoy (1690), Solo Madrid es corte de Alonso Nuñez de Castro (1675) y État présent d'Espagne de Jean de Vayrac (1718).
Según algunos estudiosos, como Gustave Lanson, la historia principal de venganza y amor, pudo haber estado inspirada en el matrimonio entre la pintora Angelica Kauffmann y el falso Conde de Horn. Kauffmann se casó clandestinamente en 1767 con un supuesto conde sueco, que resultó ser un engañoso aventurero. Este hecho se le dio a conocer a Victor Hugo a través del Biographie universelle et portative des contemporains de su amigo Alphonse Rabbe. Según otros, incluyendo a Bartolomé Mitre, Victor Hugo pudo haberse inspirado en la historia de la vida del noble español Fernando de Valenzuela, que, de origen humilde, fue el valido de la reina regente Mariana de Austria (madre de Carlos II), y ascendió demasiado rápido en el poder hasta llegar a ser uno de los grandes de España, para luego caer en desgracia y ser desterrado.
En el prefacio de Cromwell de 1827, Victor Hugo expuso su teoría de las tres edades, en el que afirmaba que «los tiempos primitivos son líricos, los tiempos antiguos épicos y los tiempos modernos dramáticos», y relacionándolo con el concepto de la vida y la naturaleza, afirma que pasa por los tres mismos estados, «porque todo nace, se agita y muere». De esta manera, establecía al drama (referenciandolo con la muerte) como la poesía completa, ya que incluía a la oda (nacimiento) y la epopeya (agitamiento o vida), mientras que estas contenían partes de la poesía. Así, daba inició a la idea del drama romántico, que se enfocaría en las aventuras y desgracias de la Edad Media, en contraposición con el clasicismo, que se centraba en las grandiosas hazañas de la Antigüedad clásica. Su primer drama romántico, Hernani de 1830, enfrentaría a clasicistas y románticos.
En su prefacio a Ruy Blas, Victor Hugo explica las similitudes y diferencias entre esta última obra y Hernani. Mientras Hernani sucedía durante el reinado de Carlos I de España en el siglo XVI, donde fueron tiempos de gran expansión y esplendor para el Imperio español y de comienzos de la Casa de Austria, Ruy Blas tiene lugar durante el reinado de Carlos II en la segunda mitad del siglo XVII, coincidiendo con la decadencia española, un conflicto sucesorio y la extinción de la rama española de los Habsburgo. Victor Hugo expresa esto cuando se refiere a que «En Hernani, el sol de la casa de Austria se levanta; en Ruy Blas, se pone».

## Representaciones
Publicado en 1838, la obra completa pertenecía al movimiento romántico. Fue representada por primera vez el 8 de noviembre de 1838 por la compañía del Théâtre de la Renaissance en la sala Ventadour. La obra recibió una acogida crítica de los círculos conservadores que la vieron como un desafío al gobierno de Luis Felipe. En sus papeles principales, aparecieron Frédérick Lemaître como Ruy Blas, Alexandre Mauzin como don Salustio, Alexandre Ferré como don César y Atala Beauchêne como la reina de España.
La obra se repitió en 1841, todavía con Frédérick Lemaître en el papel de Ruy Blas. Bajo el Segundo Imperio francés, la obra fue prohibida, y se tuvo que esperar hasta 1872 para que suceda una nueva actuación, donde Sarah Bernhardt tomó el centro de atención en el papel de la reina. En 1879, la obra se presentó en la Comédie-Française. Desde esa fecha, la obra se ha realizado más de mil veces en diversas partes del mundo.
Entre otras representaciones reconocidas destacan las de:
- 1954: en el Teatro Nacional Popular, dirigida por Jean Vilar, con Gérard Philipe en el papel de Ruy Blas.[12]
- 1960-1971: en la Comédie-Française, dirigida por Raymond Rouleau. Esta puesta en escena ha visto una adaptación televisiva editada por el INA en 2018.[13]
- 1961-1963: en el Théâtre de l'Alliance française y el Festival de Saint-Malo, dirigida por Jean Darnel.[14]
- 1992: en el Théâtre des Bouffes du Nord, dirigida por Georges Wilson, con Lambert Wilson en el papel de Ruy Blas y Jean-Claude Drouot en el de don Salustio.[15]
- 2011: para la reapertura del Teatro Nacional Popular de Villeurbanne, dirigida por Christian Schiaretti, con Nicolas Gonzales en el papel de Ruy Blas y Robin Renucci en el de don Salustio.[16]
- 2015: en el Théâtre de Ménilmontant, dirigida por Christian Pelissier, con Hélie Chomiac en el papel de Ruy Blas.[17]
- 2019: en el Château de Grignan, con motivo de las fiestas nocturnas, dirigida por Yves Beaunesne, con François Deblock en el papel de Ruy Blas.[18]

## Adaptaciones

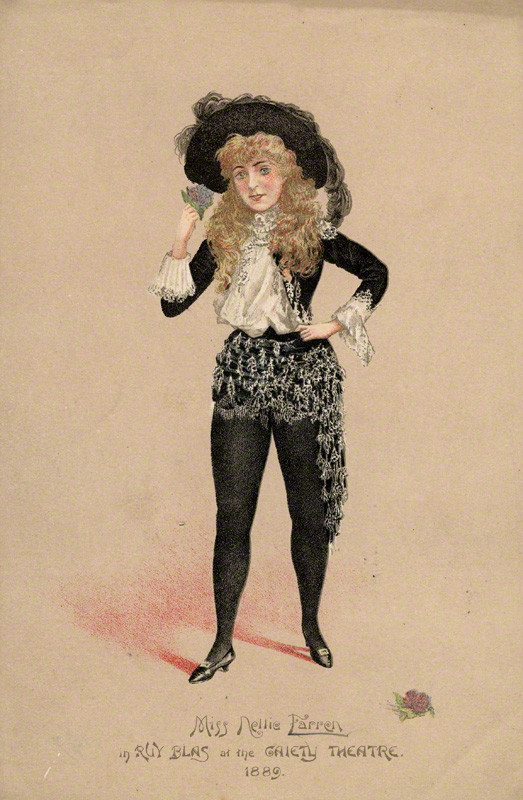
Nellie Farren como Ruy Blas en la adaptación burlesque Ruy Blas and the Blasé Roué, de 1889.

Ruy Blas ha inspirado a variados compositores y ha conocido diferentes adaptaciones, incluso parodias, con el mismo título o con otro título, en teatro, ópera, cine o televisión:
- 1839: Ruy Blas, una obertura de Felix Mendelssohn.[19]
- 1866: Ruy Blas, adaptación burlesque inglesa de W. S. Gilbert.
- 1869: Ruy Blas, ópera de Filippo Marchetti con libreto de Carlo d'Ormeville.[19]
- 1889: Ruy Blas and the Blasé Roué, adaptación burlesque inglesa con libreto de Frederick Hobson Leslie y Herbert F. Clark, y música de Meyer Lutz.
- 1909: Ruy Blas, película dirigida por James Stuart Blackton.
- 1913: Ruy Blas, pieza para canto y piano compuesta por Emmanuel Chabrier (publicada de forma póstuma).[19]
- 1938: Ruy Blas 38, obra de Pierre Chaine.
- 1947: Ruy Blas, película dirigida por Pierre Billon y guion de Jean Cocteau, con la actuación de Jean Marais, Danielle Darrieux y Marcel Herrand.
- 1965: Ruy Blas, adaptación televisiva dirigida por Claude Barma, con Jean Topart en el papel de don Salustio.
- 1971: Delirios de grandeza, película de comedia dirigida por Gérard Oury y guion de Danièle Thompson, con la actuación de Yves Montand, Louis de Funès y Alice Sapritch.
- 1971: Ruy Blas, una actuación de estudio para el segundo canal, con Comédie-Française; dirigida por Raymond Rouleau con Jean Piat en el papel de don César.
- 2002: Ruy Blas, telefilm de Jacques Weber, con la actuación de Carole Bouquet, Gérard Depardieu y el mismo Jacques Weber.

El personaje de don César de Bazán dio a luz, desde la obra de teatro escrita por Dumanoir y Adolphe d'Ennery para Frédérick Lemaître (1844), a otras obras de géneros tan variados como Maritana, ópera de William Vincent Wallace (1845), o Don César de Bazan, opéra-comique de Jules Massenet, entre otras películas y telefilmes.